# Réseau personnel

Catégorisation des étendues de réseaux informatiques.

Un réseau personnel ou (Personal Area Network, PAN) désigne un type de réseau informatique restreint en matière d'équipements, généralement mis en œuvre dans un espace d'une dizaine de mètres. D'autres appellations pour ce type de réseau sont : réseau domestique ou réseau individuel. 
L'idée est d'envoyer des informations entre des périphériques proches. Au lieu de les envoyer via un LAN ou un WLAN nécessitant une infrastructure, une nouvelle classification, PAN est créé. PAN est généralement utilisé pour créer un réseau d'appareils personnels, comme un ordinateur portable, un smartphone, une tablette et des dispositifs portables tels que smartwatch ou lunettes de réalité virtuelle. Les PAN sont destinés à couvrir de petites zones telles que les maisons privées ou les espaces de travail individuels. PAN peut être connecté par fil ou sans fil. La technologie de réseau filaire peut-être USB ou firewire. La technologie de réseau sans fil peut-être IrDA (obsolète), Li-Fi, HomeRF (obsolète), Bluetooth, UWB, ZigBee.

## PAN filaire
Réseau de bus généralement utilisé pour un PAN avec fils : il y a plusieurs types de bus utilisables comme RS485, modbus, firewire, thunderbolt et le plus populaire : USB. Firewire est remplacé par Thunderbolt, et ils convergent vers USB-C. L'USB deviendra le standard de facto pour les PAN filaires.

## PAN sans fil
Un réseau mobile ad-hoc est l'un des concepts clés du WPAN (Wireless PAN/PAN sans fil). Cela permet à l'appareil de faire partie d'un réseau temporaire ; ils peuvent se joindre au réseau et partir à leur guise. Cela fonctionne bien pour les appareils mobiles tels que les PDA, les ordinateurs portables et les téléphones.
L'IrDA a publié une norme de communication pour la création de réseaux utilisant l'infrarouge. Certains protocoles ont été produits par IrDA, tels que: IrPHY, IrLAP, IrlMP, IrCOMM, Tiny TP, IrOBEX, IrLAN et IrFR. Ce protocole est très complet, donc IrDA peut communiquer sans utiliser d'autres protocoles, tels que le protocole TCP / IP. Le taux de transfert de données atteint 16 Mbit/s.
HomeRF est une norme de réseau pour pouvoir utiliser Internet ensemble à la maison. HomeRF est développé par un consortium industriel comprenant HP, IBM, Siemens, Proxim, Compaq, Intel et Microsoft. Depuis l'émergence des WLAN, cette technologie a commencé à être abandonnée. HomeRF a également subi un autre coup lorsque Microsoft et Intel ont quitté le projet. HomeRF crée un standard de couche physique avec une modulation 2-FSK ou 4-FSK à une fréquence de 2,4 GHz. La vitesse qui peut être atteinte est de 1 Mbit/s pour 2-FSK ou de 2 Mbit/s pour 4-FSK. Avec une puissance de 100 mW, la portée que l'on peut atteindre est de cinquante mètres. HomeRF ne convient pas aux données vidéo En raison de sa faible vitesse.
Bluetooth version 4.0 est également connu comme BLE (Bluetooth Low Energy) ou Bluetooth intelligent. En plus du réseau personnel, BLE pourrait être utilisé dans les applications de soins de santé, de divertissement, environnementales et de sécurité. BLE lui-même utilise des protocoles Bluetooth standards avec l'avantage de l'efficacité énergétique. BLE ajoute un mode de « mise en sommeil » lorsque le nœud n'est pas actif. Mais lors d'un pic de trafic, il peut consommer un courant relativement élevé. BLE utilise la même fréquence que d'autres normes (ex: Wi-Fi), c'est-à-dire la bande ISM 2,4 GHz avec 40 canaux (3 pour la diffusion, 37 pour les communications).
La technologie UWB est une forme de transmission sans fil qui occupe une très large bande passante. De là, le terme UWB (Ultra Wide Band) apparaît. La bande passante utilisée dans la gamme des GHz permet d'atteindre des débits en Gigabits/s (Gbit/s). Parce qu'il occupe une large bande passante, la transmission UWB risque alors de provoquer des interférences avec d'autres appareils. Pour cette raison, la limite de puissance émise en UWB doit être maintenue très basse, ainsi que la densité spectrale UWB théoriquement faible. Une faible puissance avec une petite portée (plusieurs mètres) et des débits de données atteignant 1,6 Gbit/s, font d'UWB une technologie alternative pour le PAN sans fil. Initialement, UWB a été conçu pour les systèmes radar.
La technologie ZigBee est conçue au-dessus de la couche physique et de la couche MAC de la norme IEEE 802.15.4 (WPAN). ZigBee ajoute des spécifications de couche réseau, de transport, d'application et de sécurité, de sorte que plusieurs produits provenant de différentes usines peuvent communiquer entre eux. La norme ZigBee est créée par l'Alliance ZigBee.
La distance qui peut être atteinte entre les nœuds peut aller jusqu'à 70 mètres. Mais avec plus de puissance, ZigBee peut atteindre des centaines de mètres. En fait, en formant un essaim, la distance de communication peut être encore augmentée en utilisant des fonctions relais entre le premier nœud et les autres.
L'objectif principal de ZigBee est de développer un système de surveillance. Par exemple, des capteurs d'essaims qui sont connectés les uns aux autres sans fil, et rapportent les résultats de la détection au serveur. En outre ZigBee peut également pour le contrôle[Quoi ?].